# Atracis obscura
Atracis obscura är en insektsart som först beskrevs av Zia 1935.  Atracis obscura ingår i släktet Atracis och familjen Flatidae. Inga underarter finns listade i Catalogue of Life.